# U-471
Unterseeboot 471 foi um submarino alemão do Tipo VIIC, pertencente a Kriegsmarine que atuou durante a Segunda Guerra Mundial.

## Comandantes
| Comandante                  | Data                                    |
| --------------------------- | --------------------------------------- |
| Kptlt. Friedrich Kloevekorn | 5 de maio de 1943 - 6 de agosto de 1944 |

## Subordinação
Durante o seu tempo de serviço, esteve subordinado às seguintes flotilhas:
| Período                                     | Flotilha                                   |
| ------------------------------------------- | ------------------------------------------ |
| 5 de maio de 1943 - 31 de outubro de 1943   | 5. Unterseebootsflottille (treinamento)    |
| 1 de novembro de 1943 - 30 de abril de 1944 | 1. Unterseebootsflottille (serviço ativo)  |
| 1 de maio de 1944 - 6 de agosto de 1944     | 29. Unterseebootsflottille (serviço ativo) |

## Operações conjuntas de ataque
O U-471 participou das seguinte operações de ataque combinado durante a sua carreira:
- Rudeltaktik Coronel 1 (14 de dezembro de 1943 - 17 de dezembro de 1943)
- Rudeltaktik Sylt (18 de dezembro de 1943 - 23 de dezembro de 1943)
- Rudeltaktik Rügen 3 (26 de dezembro de 1943 - 28 de dezembro de 1943)
- Rudeltaktik Rügen 4 (28 de dezembro de 1943 - 2 de janeiro de 1944)
- Rudeltaktik Rügen 3 (2 de janeiro de 1944 - 7 de janeiro de 1944)
- Rudeltaktik Rügen (7 de janeiro de 1944 - 22 de janeiro de 1944)